# Эмпуса
Эмпуса, эмпуза (др.-греч. Ἔμπουσα) — в греческой мифологии мифическое существо, напоминающее вампира (упыря), женщина-демон, состоящая в свите Гекаты. Предстаёт в образе ужасного призрака с ослиными ногами, одна из которых медная. Также способна принимать вид коровы, собаки, ослицы. Но опаснее всего в образе прекрасной девушки, в которую воплощается, чтобы заманивать людей. Древние греки верили, что Эмпуса высасывала по ночам кровь у спящих, похищала детей, заманивала и душила юношей и девушек, а после выпивала их кровь.

## Описание
Эмпуса считалась ночным духом, принадлежавшим к так называемым мормоликам — Акко, Алфито и Горго — и Ламиям. Эмпуса находилась в свите богини Гекаты, которая посылала Эмпусу, принимавшую различные образы, пугать людей, преимущественно женщин и детей. Эмпуса принимала вид коров, собак или прекрасных дев. Изменяла свой вид на тысячу ладов. Стоит луне взойти ночью на небе, как из царства Аида появляется Геката, богиня магии. С тремя ликами и держащая пылающие факелы, мчится она в колеснице, запряжённой чёрными псами, которые именуются стигийскими собаками, и неотступно следует за ней привидение Эмпуса. Вот что пишет о ней Н. А. Кун в «Мифах Древней Греции»: «Там бродит во тьме ужасное привидение Эмпуса с ослиными ногами; заманив в ночной тьме хитростью людей в уединенное место, оно выпивает всю кровь и пожирает их еще трепещущее тело».
По существовавшим повериям, Эмпуса часто уносила маленьких детей, а по своей принадлежности к мормоликам, существам, не знавшим наслаждений любви, высасывала кровь у красивых юношей, являясь им в образе прелестной женщины, причём, насытившись кровью, нередко пожирала их мясо. Эмпусе, в существование которой верили только дети и женщины, были родственны также Эринии (Эвмениды), получившие не только широкое распространение, но и культ.
Против этого привидения можно защититься с помощью амулетов, один из которых драгоценный камень — яшма. Дионисий Периегет (II век нашей эры) пишет: «Это море (Каспийское) содержит и множество других удивительных, по мнению людей, вещей, оно производит хрусталь и голубоватую яшму, отпугивающую Эмпус и других призраков».

## В литературе
Аристофан даёт яркое описание Эмпусы в своей комедии «Лягушки». Бог Дионис, спустившись в царство Аид, встречается с Эмпусой, где привидение не устаёт менять свой облик: сначала перевоплощается в быка, затем в мула, прекрасную девушку и собаку. Наконец, она появляется в своём настоящем образе: призрак с пылающей головой, одна её нога медная, другая ослиная. Аристофан показывает Эмпусу в смешном виде, сводя на нет весь её ужас.
Также упоминается Флавием Филостратом, жившим в III веке, в его биографическом романе «Жизнь Аполлония Тианского». Ликанцу Мениппу явилась Эмпуса в виде прелестной девушки, представившаяся финикиянкой и якобы живущей в предместье Коринфа. «Юноша согласился, ибо не только философии был предан, но и к любострастию склонен; итак, он пришёл к ней на закате, а затем стал частенько навещать её вроде бы для забавы, отнюдь не понимая, что связался с нежитью». Аполлоний, догадавшийся о беде, грозившей юноше, на свадебном пиру обличил Эмпусу.

## Фантастика
Эмпусы — крокодилы-мутанты в альтернативно-исторической вселенной «Божественный мир» Бориса Толчинского.